# Calcisol
Ne doit pas être confondu avec Calcosol.

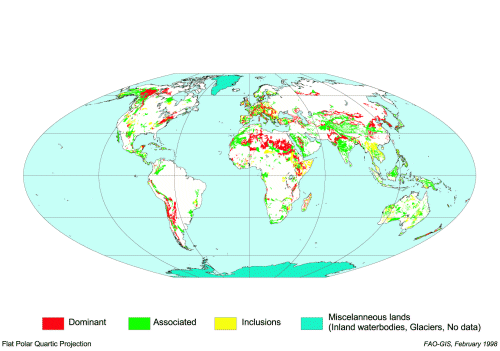
Répartition géographique des brunisols, calcisols et calcosols.

Un calcisol, du latin calx (« chaux »), (ou hypereutric cambisol dans la WRB) est un solum non carbonaté, mais saturé en calcium (Ca2+), dont le stock, sous forme de carbonate de calcium, est présent dans les matériaux parentaux calcaires (roche-mère et/ou éléments grossiers). Ce sol est présent sur 4,7% du territoire métropolitain français.

## Profil

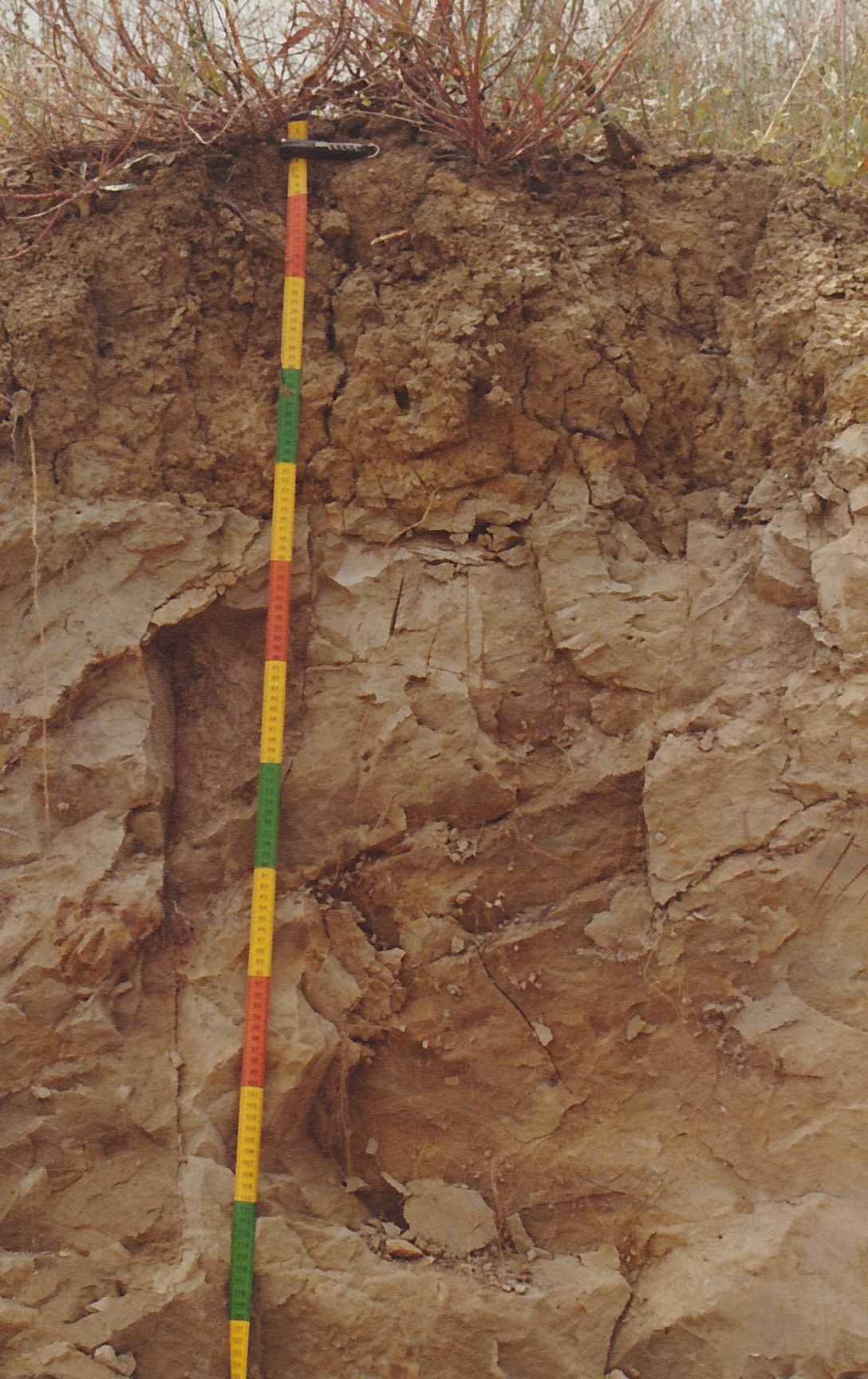
Profil de calcisol.

La séquence d’horizons de référence d'un calcisol est :
OL - Aci ou LAci - Sci - Cca ou M ou R ou D.
- Horizons organiques : OL (litère),
- L'horizon A, situé sous les horizons organiques,
  - Aci (saturé en Ca2+, teneur en carbone organique < 8% sinon hémiorganique) ;
- L'horizon S, horizon d’altération des minéraux primaires,
  - Sci (non carbonaté mais saturé en Ca2+, pH > 6,5) ;
- La roche mère,
  - Cca (Roche fortement fragmentée ou altérée calcaire) ;
  - R (Roches dures, continues, massives ou peu fragmentées) ;
  - M (Roches meubles ou tendres, non ou peu fragmentées) ;
  - D (Matériaux durs fragmentés, puis déplacés).

La litière (horizon OL) est souvent de type mull (bonne dégradation de la matière organique) sous forêt. Sur des calcaires, qu'ils soient durs (horizon R), meubles (horizon M), non altérés ou fragmenté (horizon D), on observe une succession d'horizons A calcique (Aci) et S calcique (Sci), d'une épaisseur globale supérieure à 35 cm avec Sci de plus de 10 cm d’épaisseur.

## Types
Calcisol argileux, leptique, kaolinitique, d’érosion, sur calcaire dur ;
Calcisol argileux, caillouteux, leptique, sur calcaire dur ;
Calcisol argileux, issu de marnes oxfordiennes ;
Calcisol vertique, smectitique, cultivé ;
Calcisol calcimagnésique, argilo-limoneux, cultivé, issu de calcaire dolomitique du Muschelkalk.